# Manga (Tagbilaran)
Manga is een van de 15 barangays van de stad Tagbilaran City in de Filipijnse provincie Bohol op gelijknamige eiland.
Manga is gelegen ten noorden van het centrum van de stad Tagbilaran City. De belangrijkste verkeersader die de barangay ontsluit is de National Highway die Tagbilaran City verbindt met de gemeente Cortes. De barangay had tijdens de census van 2015 7224 inwoners.